# Darwinism
Darwinism är ett begrepp som används för olika teorier inspirerade av Charles Darwins evolutionsteori, bland annat socialdarwinism. Ordet darwinism används och har använts på olika sätt beroende på tidsperioden och vem som använder det. Särskilt inom pseudovetenskaperna kreationism och intelligent design används "darwinism" för att beskriva modern evolutionär syntes. Begreppet har ifrågasatts av forskare, både för att det missbrukas av kreationister och för att evolutionsteorin har utvecklats med mycket som inte var känt av Darwin.
Ordet myntades 1860 av Thomas Henry Huxley.